# حاجب بن الوليد
أبو أحمد حاجب بن الوليد ابن ميمون، البغدادي المؤدب. من رواة الحديث وهو ثقة، توفي في رمضان سنة ثمان وعشرين ومائتين.

## روايته للحديث النبوي
- سمع: حفص بن ميسرة بعسقلان، وبقية بن الوليد بحمص، والوليد بن محمد بالبلقاء، ومحمد بن سلمة بحران.
- وعنه: الذهلي، ويعقوب السدوسي، وموسى بن هارون، وإسحاق الختلي، وأبو القاسم البغوي، وآخرون.
- الجرح والتعديل قال ابن حجر العسقلاني: صدوق. وقال الخطيب البغدادي: ثقة. وقال الذهبي: ثقة. وقال مصنفوا تحرير تقريب التهذيب: ثقة ولا نعلم فيه جرحا. وقال يحيى بن معين: ما أعرفه وهو صحيح الحديث.